# Jerica Jesenko
Jerica Jesenko (ur. 18 kwietnia 2005) – słoweńska skoczkini narciarska, reprezentantka klubu SSK Norica Žiri. Medalistka mistrzostw świata juniorów (2024) oraz mistrzostw kraju.
W marcu 2019 zadebiutowała w Alpen Cupie, zajmując 3. miejsce w Chaux-Neuve. W lutym 2021 po raz pierwszy wystartowała w FIS Cupie, plasując się na 7. i 11. pozycji zawodów w Villach. W styczniu 2023 zajęła 12. i 13. miejsce w konkursach Pucharu Kontynentalnego w Eisenerz. 
27 stycznia 2024 w debiucie w Pucharze Świata zdobyła punkty cyklu, plasując się na 28. miejscu zawodów w Ljubnie. W lutym wystartowała na Mistrzostwach Świata Juniorów 2024 w Planicy, gdzie zajęła 15. miejsce indywidualnie oraz zdobyła złoty medal w rywalizacji drużynowej kobiet.
Jest medalistką mistrzostw Słowenii w rywalizacji drużyn mieszanych – zdobyła srebrny medal latem 2022 oraz brązowy latem 2021.

## Mistrzostwa świata juniorów
| Miejsce | Dzień    | Rok  | Miejscowość | Skocznia           | Punkt K | HS     | Konkurs  | Skok 1 | Skok 2 | Nota                  | Strata   | Zwycięzca  |
| ------- | -------- | ---- | ----------- | ------------------ | ------- | ------ | -------- | ------ | ------ | --------------------- | -------- | ---------- |
| 15.     | 7 lutego | 2024 | Planica     | Srednja skakalnica | K-95    | HS-102 | indywid. | 92,0 m | 92,5 m | 221,5 pkt             | 44,8 pkt | Tina Erzar |
| 1.      | 9 lutego | 2024 | Planica     | Srednja skakalnica | K-95    | HS-102 | druż.    | 91,5 m | 90,5 m | 906,5 pkt (216,7 pkt) | –        | –          |

## Puchar Świata

### Miejsca w klasyfikacji generalnej
| Sezon     | Miejsce |
| --------- | ------- |
| 2023/2024 | 56.     |

### Miejsca w poszczególnych konkursachPucharu Świata
stan po zakończeniu sezonu 2023/2024
| Źródło | Źródło      | Źródło    | Źródło    | Źródło                 | Źródło     | Źródło  | Źródło  | Źródło  | Źródło  | Źródło | Źródło | Źródło | Źródło    | Źródło    | Źródło     | Źródło     | Źródło | Źródło | Źródło | Źródło    | Źródło    | Źródło    | Źródło  | Źródło | Źródło | Źródło | Źródło | Źródło | Źródło | Źródło | Źródło | Źródło | Źródło | Źródło | Źródło | Źródło | Źródło | Źródło | Źródło | Źródło | Źródło | Źródło | Źródło | Źródło | Źródło | Źródło | Źródło | Źródło | Źródło |
| --- | ----------- | --------- | --------- | ---------------------- | ---------- | ------- | ------- | ------- | ------- | ------ | ------ | ------ | --------- | --------- | ---------- | ---------- | ------ | ------ | ------ | --------- | --------- | --------- | ------- | ------ | ------ | ------ | ------ | ------ | ------ | ------ | ------ | ------ | ------ | ------ | ------ | ------ | ------ | ------ | ------ | ------ | ------ | ------ | ------ | ------ | ------ | ------ | ------ | ------ | ------ |
| Sezon 2023/2024 |             |           |           |                        |            |         |         |         |         |        |        |        |           |           |            |            |        |        |        |           |           |           |         |        |        |        |        |        |        |        |        |        |        |        |        |        |        |        |        |        |        |        |        |        |        |        |        |        |        |
| Lillehammer | Lillehammer | Engelberg | Engelberg | Garmisch-Partenkirchen | Oberstdorf | Villach | Villach | Sapporo | Sapporo | Zaō    | Ljubno | Ljubno | Willingen | Willingen | Hinzenbach | Hinzenbach | Lahti  | Oslo   | Oslo   | Trondheim | Trondheim | Vikersund | Planica | punkty |        |        |        |        |        |        |        |        |        |        |        |        |        |        |        |        |        |        |        |        |        |        |        |        |        |
| - | -           | -         | -         | -                      | -          | -       | -       | -       | -       | -      | 28     | 32     | -         | -         | -          | -          | -      | -      | -      | -         | -         | -         | -       | 3      |        |        |        |        |        |        |        |        |        |        |        |        |        |        |        |        |        |        |        |        |        |        |        |        |        |
| Legenda |             |           |           |                        |            |         |         |         |         |        |        |        |           |           |            |            |        |        |        |           |           |           |         |        |        |        |        |        |        |        |        |        |        |        |        |        |        |        |        |        |        |        |        |        |        |        |        |        |        |
| 1 2 3 4-10 11-30 poniżej 30 dq – dyskwalifikacja q – dyskwalifikacja w kwalifikacjach q – zawodniczka nie zakwalifikowała się - – zawodniczka nie wystartowała |             |           |           |                        |            |         |         |         |         |        |        |        |           |           |            |            |        |        |        |           |           |           |         |        |        |        |        |        |        |        |        |        |        |        |        |        |        |        |        |        |        |        |        |        |        |        |        |        |        |

## Letnie Grand Prix

### Miejsca w klasyfikacji generalnej
| Sezon | Miejsce |
| ----- | ------- |
| 2024  | 59.     |

### Miejsca w poszczególnych konkursachLGP
stan po zakończeniu LGP 2024
| 2024 |                  |              |              |                   |        |        |        |        |        |        |        |        |        |        |        |        |        |        |        |        |        |        |        |
| Courchevel 13.08 | Courchevel 14.08 | Râșnov 21.09 | Râșnov 22.09 | Klingenthal 05.10 | punkty | punkty | punkty | punkty | punkty | punkty | punkty | punkty | punkty | punkty | punkty | punkty | punkty | punkty | punkty | punkty | punkty | punkty | punkty |
| - | -                | 33           | 28           | -                 | 3      | 3      | 3      | 3      | 3      | 3      | 3      | 3      | 3      | 3      | 3      | 3      | 3      | 3      | 3      | 3      | 3      | 3      | 3      |
| Legenda |                  |              |              |                   |        |        |        |        |        |        |        |        |        |        |        |        |        |        |        |        |        |        |        |
| 1 2 3 4-10 11-30 poniżej 30 dq – dyskwalifikacja q – dyskwalifikacja w kwalifikacjach q – zawodniczka nie zakwalifikowała się - – zawodniczka nie wystartowała |                  |              |              |                   |        |        |        |        |        |        |        |        |        |        |        |        |        |        |        |        |        |        |        |

## Puchar Interkontynentalny

### Miejsca w klasyfikacji generalnej
| Sezon     | Miejsce |
| --------- | ------- |
| 2023/2024 | 10.     |

### Miejsca w poszczególnych konkursachPucharu Interkontynentalnego
stan po zakończeniu PI 2023/2024
| Źródło                                                                            | Źródło      | Źródło   | Źródło   | Źródło | Źródło | Źródło    | Źródło    | Źródło     | Źródło     | Źródło | Źródło | Źródło | Źródło | Źródło | Źródło | Źródło | Źródło | Źródło | Źródło | Źródło | Źródło | Źródło | Źródło | Źródło | Źródło | Źródło | Źródło | Źródło | Źródło | Źródło | Źródło | Źródło | Źródło | Źródło | Źródło | Źródło | Źródło | Źródło | Źródło |
| --------------------------------------------------------------------------------- | ----------- | -------- | -------- | ------ | ------ | --------- | --------- | ---------- | ---------- | ------ | ------ | ------ | ------ | ------ | ------ | ------ | ------ | ------ | ------ | ------ | ------ | ------ | ------ | ------ | ------ | ------ | ------ | ------ | ------ | ------ | ------ | ------ | ------ | ------ | ------ | ------ | ------ | ------ | ------ |
| Sezon 2023/2024                                                                   |             |          |          |        |        |           |           |            |            |        |        |        |        |        |        |        |        |        |        |        |        |        |        |        |        |        |        |        |        |        |        |        |        |        |        |        |        |        |        |
| Lillehammer                                                                       | Lillehammer | Notodden | Notodden | Falun  | Falun  | Innsbruck | Innsbruck | Brotterode | Brotterode | Lahti  | Lahti  | punkty | punkty | punkty | punkty | punkty | punkty | punkty | punkty | punkty | punkty | punkty | punkty | punkty | punkty | punkty | punkty | punkty | punkty | punkty |        |        |        |        |        |        |        |        |        |
| 20                                                                                | 15          | -        | -        | 8      | 11     | 11        | 12        | 18         | 18         | 6      | 5      | 240    | 240    | 240    | 240    | 240    | 240    | 240    | 240    | 240    | 240    | 240    | 240    | 240    | 240    | 240    | 240    | 240    | 240    | 240    |        |        |        |        |        |        |        |        |        |
| Legenda                                                                           |             |          |          |        |        |           |           |            |            |        |        |        |        |        |        |        |        |        |        |        |        |        |        |        |        |        |        |        |        |        |        |        |        |        |        |        |        |        |        |
| 1 2 3 4-10 11-30 poniżej 30 dq – dyskwalifikacja - – zawodniczka nie wystartowała |             |          |          |        |        |           |           |            |            |        |        |        |        |        |        |        |        |        |        |        |        |        |        |        |        |        |        |        |        |        |        |        |        |        |        |        |        |        |        |

## Letni Puchar Interkontynentalny

### Miejsca w klasyfikacji generalnej
| Sezon | Miejsce |
| ----- | ------- |
| 2024  | 35.     |

### Miejsca w poszczególnych konkursachLetniego Pucharu Interkontynentalnego
stan po zakończeniu LPI 2024
| Źródło                                                                            | Źródło       | Źródło    | Źródło    | Źródło | Źródło | Źródło     | Źródło     | Źródło | Źródło | Źródło | Źródło | Źródło | Źródło | Źródło | Źródło | Źródło | Źródło | Źródło | Źródło | Źródło | Źródło | Źródło | Źródło | Źródło | Źródło | Źródło | Źródło | Źródło | Źródło | Źródło | Źródło | Źródło | Źródło | Źródło | Źródło | Źródło | Źródło | Źródło | Źródło |
| --------------------------------------------------------------------------------- | ------------ | --------- | --------- | ------ | ------ | ---------- | ---------- | ------ | ------ | ------ | ------ | ------ | ------ | ------ | ------ | ------ | ------ | ------ | ------ | ------ | ------ | ------ | ------ | ------ | ------ | ------ | ------ | ------ | ------ | ------ | ------ | ------ | ------ | ------ | ------ | ------ | ------ | ------ | ------ |
| 2024                                                                              |              |           |           |        |        |            |            |        |        |        |        |        |        |        |        |        |        |        |        |        |        |        |        |        |        |        |        |        |        |        |        |        |        |        |        |        |        |        |        |
| Hinterzarten                                                                      | Hinterzarten | Trondheim | Trondheim | Stams  | Stams  | Einsiedeln | Einsiedeln | Otepää | Otepää | punkty | punkty | punkty | punkty | punkty | punkty | punkty | punkty | punkty | punkty | punkty | punkty | punkty | punkty | punkty | punkty | punkty | punkty | punkty |        |        |        |        |        |        |        |        |        |        |        |
| -                                                                                 | -            | -         | -         | -      | -      | 4          | 11         | -      | -      | 74     | 74     | 74     | 74     | 74     | 74     | 74     | 74     | 74     | 74     | 74     | 74     | 74     | 74     | 74     | 74     | 74     | 74     | 74     |        |        |        |        |        |        |        |        |        |        |        |
| Legenda                                                                           |              |           |           |        |        |            |            |        |        |        |        |        |        |        |        |        |        |        |        |        |        |        |        |        |        |        |        |        |        |        |        |        |        |        |        |        |        |        |        |
| 1 2 3 4-10 11-30 poniżej 30 dq – dyskwalifikacja - – zawodniczka nie wystartowała |              |           |           |        |        |            |            |        |        |        |        |        |        |        |        |        |        |        |        |        |        |        |        |        |        |        |        |        |        |        |        |        |        |        |        |        |        |        |        |